# Myopsyche ponga
Myopsyche ponga är en fjärilsart som beskrevs av Carl Plötz 1880. Myopsyche ponga ingår i släktet Myopsyche och familjen björnspinnare. Inga underarter finns listade i Catalogue of Life.